# RS-84
L'RS-84 és un motor de coet dissenyat per Rocketdyne dins el marc de l'Space Launch Initiative dels Estats Units. El motor mai no fou completat, sinó que fou cancel·lat el 2004. Si hagués estat completat, hauria estat el primer motor de coet estatunidenc de combustió esglaonada alimentat amb un hidrocarbur. A la dècada del 1980, la Unió Soviètica ja havia desenvolupat un motor d'hidrocarbur reutilitzable pel seu coet Enérguia, anomenat RD-170.